# Blaborhinus
Blaborhinus är ett släkte av skalbaggar. Blaborhinus ingår i familjen vivlar.
Kladogram enligt Catalogue of Life:
| Blaborhinus | \| \| Blaborhinus bisignatus \| \| \| \| \| \| Blaborhinus bistrigosus \| \| \| \| \| \| Blaborhinus catenulatus \| \| \| \| \| \| Blaborhinus laevirostris \| \| \| \| \| \| Blaborhinus orbiferus \| \| \| \| \| \| Blaborhinus semicostatus \| \| \| \| |
|             | \| \| Blaborhinus bisignatus \| \| \| \| \| \| Blaborhinus bistrigosus \| \| \| \| \| \| Blaborhinus catenulatus \| \| \| \| \| \| Blaborhinus laevirostris \| \| \| \| \| \| Blaborhinus orbiferus \| \| \| \| \| \| Blaborhinus semicostatus \| \| \| \| |
|             | Blaborhinus bisignatus |
|             | |
|             | Blaborhinus bistrigosus |
|             | |
|             | Blaborhinus catenulatus |
|             | |
|             | Blaborhinus laevirostris |
|             | |
|             | Blaborhinus orbiferus |
|             | |
|             | Blaborhinus semicostatus |
|             | |